# 753 Tiflis
753 Tiflis este o planetă minoră (asteroid), cu un diametru de 20,922 km, din centura de asteroizi. A fost descoperită pe 30 aprilie 1913 la Simeiizka observatoria⁠(d) de Grigori N. Neuimin. 
Obiectul prezintă o orbită caracterizată de o semiaxă mare de 2,3291808595998 UAi, o excentricitate de 0,22068902778809, o înclinație de 10,089 ° în raport cu ecliptica.